# Neslavne barabe
Neslavne barabe (angleško Inglourious Basterds) je ameriško-nemški alternativnozgodovinski vojni film z elementi črne komedije iz leta 2009, ki ga je režiral in zanj napisal scenarij Quentin Tarantino, v glavnih vlogah pa nastopajo Brad Pitt, Christoph Waltz, Michael Fassbender, Eli Roth, Diane Kruger, Daniel Brühl, Til Schweiger in Mélanie Laurent. Zgodba prikazuje dve zaroti za atentat na vodstvo Nacistične Nemčije, eno načrtuje mlada francoska Judinja in lastnica kinematografa Shosanna Dreyfus (Laurent), drugo pa ekipa ameriško-judovskih vojakov pod vodstvom poročnika Alda Rainea (Pitt). Christoph Waltz v vlogi polkovnika SS Hansa Lande išče Rainejevo skupino, v preteklosti je bil tudi povezan s Shosanno. Naslov filma je navdihnil film Enza G. Castellarija Peterica ožigosanih (angleško The Inglorious Bastards) iz leta 1978.
Tarantino je napisal scenarij že leta 1998, toda imel je težave z zaključkom, zato se je odločil prej posneti film v dveh delih Ubila bom Billa, po filmu Smrtno varen iz leta 2007 pa se je ponovno posvetil Neslavnim barabam. Snemanje v koprodukciji ZDA in Nemčije se je pričelo oktobra 2008 v Nemčiji in Franciji s proračunom 70 milijonov USD. Primerno je bil prikazan 20. maja 2009 na Filmskem festivalu v Cannesu, avgusta istega leta pa še v ameriških in evropskih kinematografih v distribuciji družb The Weinstein Company in Universal Pictures.
Film je s 321,5 milijona USD prihodkov po svetu postal najdonosnejši Tarantinov film, ki sta ga odtlej presegla Django brez okovov (2012) in Bilo je nekoč ... v Hollywoodu (2019). Tudi med kritiki je naletel na odobravanje ter prejel številne nominacije in nagrade. Na 82. podelitvi je bil nominiran za oskarja v osmih kategorijah, tudi za najboljši film, najboljšo režijo in najboljši izvirni scenarij. Edinega oskarja je osvojil Waltz za najboljšega stranskega igralca, ob tem je prejel še nagradi BAFTA in zlati globus v isti kategoriji. Ob tem je bil film nominiran še za tri zlate globuse in pet nagrad BAFTA.

## Vloge
- Brad Pitt kot por. Aldo »The Apache« Raine
- Mélanie Laurent kot Shosanna Dreyfus/Emmanuelle Mimieux
- Christoph Waltz kot Standartenführer Hans Landa
- Eli Roth kot nar. Donny »The Bear Jew« Donowitz
- Michael Fassbender kot por. Archie Hicox
- Diane Kruger kot Bridget von Hammersmark
- Daniel Brühl kot pdes. Fredrick Zoller
- Til Schweiger kot nar. Hugo Stiglitz
- Gedeon Burkhard kot des. Wilhelm Wicki
- Jacky Ido kot Marcel
- B. J. Novak kot pdes. Smithson »The Little Man« Utivich
- Omar Doom kot pdes. Omar Ulmer
- Samm Levine kot pdes. Gerold Hirschberg
- August Diehl kot Sturmbannführer Dieter Hellstrom
- Denis Ménochet kot Perrier LaPadite
- Sylvester Groth kot Joseph Goebbels
- Martin Wuttke kot Adolf Hitler
- Mike Myers kot gen. Ed Fenech
- Julie Dreyfus kot Francesca Mondino
- Richard Sammel kot Werner Rachtman
- Alexander Fehling kot nar. Wilhelm
- Rod Taylor kot Winston Churchill
- Sönke Möhring kot vojak Butz/Walter Frazer
- Paul Rust kot pdes. Andy Kagan
- Michael Bacall kot pdes. Michael Zimmerman
- Carlos Fidle kot pdes. Simon Sakowitz
- Ken Duken kot vojak »Mata Hari«
- Christian Berkel kot Eric
- Anne-Sophie Franck kot Mathilda
- Léa Seydoux kot Charlotte LaPadite
- Tina Rodriguez kot Julie LaPadite
- Lena Friedrich kot Suzanne LaPadite
- Jana Pallaske kot Babette
- Rainer Bock kot Schonherr
- Buddy Joe Hooker kot Gaspar
- Carlos Fidel kot Simon Sakowitz
- Christian Brückner kot Kliest Voice
- Hilmar Eichhorn kot Emil Jannings
- Patrick Elias kot Jakob Dreyfus
- Eva Löbau kot Miriam Dreyfus
- Salvadore Brandt kot Bob Dreyfus
- Jasper Linnewedel kot Amos Dreyfus
- Bo Svenson kot ameriški desetnik na paradi
- Enzo G. Castellari kot nacistični general na paradi